# Wolfgang Schuster
Wolfgang Schuster (Ulma, 5 settembre 1949) è un politico tedesco.
È stato sindaco di Stoccarda dal 1997 al 2013 ed è un membro dell'Unione Cristiano-Democratica di Germania.
Schuster è stato inoltre presidente del Consiglio dei Comuni e delle Regioni d'Europa dal 2010 al 2013.
Dal 2015 egli presiede la Deutsche Telekom Stiftung, un'organizzazione non-profit che mira a promuovere l'istruzione nel campo STEM.